# Ozero Ilovo (sjö i Belarus, Vitsebsks voblast, lat 55,42, long 27,98)
Ozero Ilovo (ryska: Озеро Илово) är en sjö i Belarus.   Den ligger i voblasten Vitsebsks voblast, i den norra delen av landet, 170 km norr om huvudstaden Minsk. Ozero Ilovo ligger 135 meter över havet. Arean är 1,2 kvadratkilometer. Den sträcker sig 1,5 kilometer i nord-sydlig riktning, och 1,2 kilometer i öst-västlig riktning.
Omgivningarna runt Ozero Ilovo är en mosaik av jordbruksmark och naturlig växtlighet. Runt Ozero Ilovo är det glesbefolkat, med 19 invånare per kvadratkilometer.